# Incisa in Val d'Arno
Incisa in Val d'Arno est une commune italienne de la ville métropolitaine de Florence dans la région Toscane en Italie.

## Administration
| Période                                  | Période | Identité | Étiquette | Qualité |
| ---------------------------------------- | ------- | -------- | --------- | ------- |
|                                          |         |          |           |         |
| Les données manquantes sont à compléter. |         |          |           |         |

### Communes limitrophes
Figline Valdarno, Greve in Chianti, Reggello, Rignano sull'Arno

## Personnalités
- Fosco Focardi (1910-1991), résistant communiste français, est né à Incisa in Val d'Arno.